# Rock Against Racism Northern Carnival
Rock Against Racism Northern Carnival je bio besplatni glazbeni koncert održan 15. srpnja 1978. u Alexandra Parku u Manchesteru. Zajedno su ga organizirali Rock Against Racism i Anti-Nazi League. Prethodili su mu marš kroz Manchester, koji je počeo od Strangewaysa na Bury New Road u podne. Na koncertu su svirali Steel Pulse, Buzzcocks, Exodus i China Street. Prisustvovalo je 35.000 gledatelja.
Idejni začetnici koncerta su Bernie Wilcox iz Rock Against Racism i Geoff Brown iz Anti-Nazi League. Do zamisli su došli travnja 1978. kad su se vraćali s rock-festivala Carnival Against the Nazis, održanom u londonskom Victoria Parku 30. travnja 1978. godine. Dvojac je nadahnut događajem zaželio napraviti sličan koncert na sjeverozapadu zemlje. 
Događaj je organiziran unutar samo deset tjedana. Premda su prvo preferiralo održati koncert u užoj gradskoj jezgri, radi boljeg povezivanja s bijelom mladeži, odlučeno je održati koncert u Alexandra Parku, na Moss Sideu kao prikladnijem mjestu.
Služeći se pozornicom, generatorima i PA opremom s festivala održanog od 20. do 25. srpnja 1978. u Deeply Valeu pomoglo je Rock Against Racism Northern Carnivalu biti održivim financijski i logistično.
Graham Parker and the Rumour pristupili su Rock Against Racismu, zamolivši za vježbenu svirku prije potpore Dylanova prvog koncerta u UK od Festivala na otoku Wightu 1969. godine. Podudarnošću su Graham Parker and the Rumour su svirali na isti nadnevak kad je bio Rock Against Racism Northern Carnival. Uz dopuštenje manchesterskog gradskog vijeća, vježbena sesija koja je postala dio događaja Rock Against Racism održala se u četvrtak, dva dana prije Rock Against Racism Northern Carnivala koji se održao u subotu.
Organizirano je da se drugi koncert iz Rock Against Racism održi u petak navečer prije Rock Against Racism Northern Carnivala, ovog puta uz svirku Rich Kidsa i The Falla kod studentskog sindikata UMIST-a.
Glasine da je nadnevak koncerta izabran radi poklapanja s izborima na Moss Sideu 13. srpnja 1978. bile su neistinite jer organizatori nisu znali to kad je bio određen nadnevak koncerta.